# 伊萨穆朗
伊萨穆朗（法語：Issamoulenc，法語發音：[isamulɛ̃]）是法国阿尔代什省的一个市镇，属于罗讷河畔图尔农区。

## 地理
伊萨穆朗（44°46'56"N, 4°28'32"E）面积15.66 平方千米，位于法国奥弗涅-罗讷-阿尔卑斯大区阿尔代什省，该省份为法国东南部内陆省份，北起顺时针与卢瓦尔省、伊泽尔省、德龙省、沃克吕兹省、加尔省、洛泽尔省和上盧瓦爾省接壤。
与伊萨穆朗接壤的市镇（或旧市镇、城区）包括：阿茹、阿尔邦达尔代什、马尔科勒莱索、圣艾蒂安德塞尔、圣于连迪加、圣皮埃尔维尔。
伊萨穆朗的时区为UTC+01:00、UTC+02:00（夏令时）。

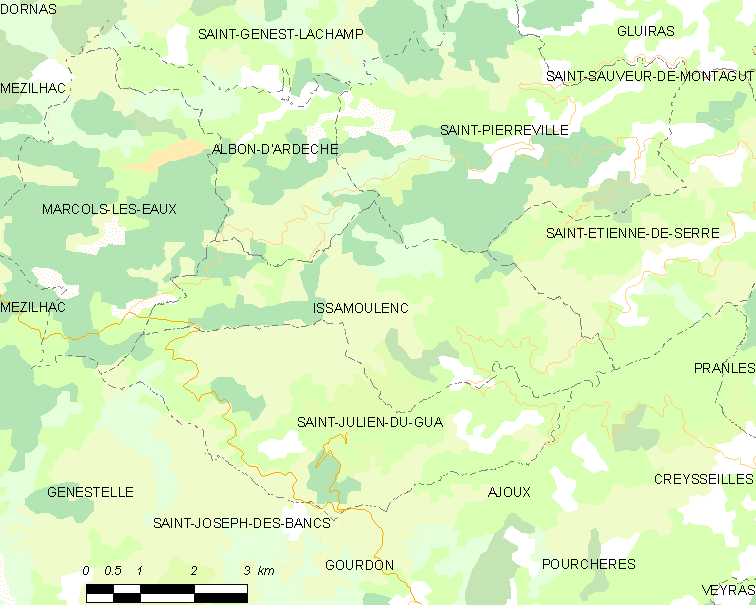
伊萨穆朗的OSM定位图

## 行政
伊萨穆朗的邮政编码为07190，INSEE市镇编码为07104。

## 政治
伊萨穆朗所属的省级选区为上埃里约县。

## 人口

1962-2008年间伊萨穆朗人口变化图示

伊萨穆朗于2022年1月1日时的人口数量为105人。